# Никтофобия
Никтофо́бия или скотофо́бия (от др.-греч. νυκτός — ночь и φόβος — страх) — боязнь темноты, ночи. Является самой распространённой фобией среди взрослых и детей.
Страх темноты часто вызывает у детей ощущение, что кроме них в доме кто-то есть.
По статистике, около 10 % населения планеты испытывает страх темноты. Возникновению никтофобии обычно способствуют индивидуальные особенности высшей нервной деятельности: чрезмерная эмоциональная чувствительность, повышенная восприимчивость, уязвимость, ранимость и впечатлительность.
В результате опроса подавляющее число мам детей от 2 до 10 лет (свыше 80 %), выдвинули страх темноты на первый план.

## Признаки
Характерные черты:
- Внезапное появление выраженной тревожности, беспокойства при контакте с триггерным фактором (нахождение в тёмной комнате, внезапное отключение света и т.д.). Эти проявления всегда исчезают при ликвидации триггера;
- Так как фобическое расстройство относится к навязчивым состояниям[1], то люди, страдающие простыми (изолированными, специфическими) фобиями (в том числе, никтофобией), часто прибегают к различным методам избегания триггерного фактора — сюда относятся сон со включенным светом, создание дополнительных источников освещения, наличие обширного запаса осветительных средств и устройств, отказ от посещения тёмных помещений и так далее;
- Для людей с простыми фобиями характерно понимание необоснованности или чрезмерности страхов[2];
- Многие простые фобии (никтофобия в том числе) никогда не сопровождаются сильным страхом смерти. Однако при присоединении панического расстройства совместно с классической симптоматикой может проявиться страх смерти и/или синкопальные состояния.

## Симптомы[3]
Классические для многих фобий и других навязчивых состояний:
- У никтофоба появляется тахикардия (частое сердцебиение), тахипноэ;
- У никтофоба повышается потоотделение;
- У никтофоба возможно появление тошноты;
- У никтофоба возможны другие диспепсические проявления: чувство вздутия, слабо выраженные ноющие боли, спазм;
- У никтофоба иногда появляется головокружение;

Более специфичные симптомы:
- Никтофоб боится неизвестности, которую может скрывать в себе темнота;
- Никтофоб боится пропасть в темноте, что часто сопровождается осознанием собственной ненужности и незначительности;
- В особо тяжелых случаях у страдающих никтофобией может возникать паническая атака с классической симптоматикой.

## Причины и тактика лечения
Вероятно, что никтофобия является вариантом гипертрофированного защитного механизма. Во времена, когда древним людям были недоступны методы освещения жилища, темнота могла скрывать различные опасности: диких зверей, воинов и охотников враждующих племен и т.д. В современных реалиях данный защитный механизм значительно утратил свою значимость. Поэтому у людей, не страдающих никтофобией, не возникает беспокойства и тревоги при нахождении в темных помещениях. Однако при наличии, например, лабильной психики (что наиболее характерно как раз для детского и подросткового возраста), а также психологической травматизации и др. возможна чрезмерная активация этих защитных механизмов, что вызывает необоснованный страх.
Никтофобия может иметь множество причин как психологического, так и неврологического, психиатрического характера: психологические травмы в детском возрасте, низкая самооценка, чрезмерно лабильная психика, конфликт со сверстниками, братьями, сестрами и/или родителями, беспомощность, напряжённые отношение в семье, органические патологии нервной системы, психические расстройства и прочее..
Обычно никтофобия лечится так же, как и другие специфические фобии. При наличии сравнительно легкого фобического расстройства может быть достаточно психотерапии. В случае тяжелого течения применяется фармакотерапия.